# تریسی ویلسون
تریسی ویلسون (انگلیسی: Tracy Wilson؛ زادهٔ ۲۵ سپتامبر ۱۹۶۱) رقصنده روی یخ اهل کانادا است.